# Chamaesyce albomarginata
Espèce
Chamaesyce albomarginata est une plante de la famille des Euphorbiaceae, originaire du Mexique et du sud-ouest des États-Unis.

## Description morphologique

### Appareil végétatif
Cette plante rampante forme un tapis dense mais peu épais de tiges parfois rougeâtres, de 5  à   25 cm de long. Les feuilles sont opposées, de forme arrondie ou oblongue, et ont de 3  à   9 mm de longueur. La base des courts pétioles de deux feuilles opposées est unie par une sorte d'écaille blanche de chaque côté de la tige. Tiges et feuilles contiennent un latex blanc d'aspect laiteux.

### Appareil reproducteur
L'inflorescence apparait entre avril et novembre et se développe au niveau des nœuds de la tige. Elles sont formées d'une coupe de 3 mm de diamètre portant 4  ou   5 appendices blancs ressemblant à des pétales. Chacun de ces appendices présente à la base un nectaire brun-rouge presque sphérique.
Au cœur de ce dispositif sont rassemblées de nombreuses fleurs minuscules, simples, qui sont soit femelles et constituées d'un seul ovaire trilobé porté par un pédoncule, soit mâles et ne comportant qu'une seule étamine.
Les fruits sont de petites capsules triangulaires, s'ouvrant en trois sections ne contenant chacune qu'une seule graine.

## Répartition et habitat
Cette plante pousse dans les zones dégagées des déserts et plaines arides, ou dans les boisés peu denses au sein de l'association végétale Pinus-Juniperus, dans le sud-ouest du continent nord-américain.
On la trouve aux États-Unis, du sud de la Californie et de l'Utah jusqu'à l'Oklahoma, ainsi qu'au Mexique.

## Systématique
Chamaesyce albomarginata a aussi été appelée Euphorbia albomarginata, synonyme dorénavant considéré comme non valide par la plupart des auteurs.

## Chamaesyce albomarginataet l'homme
Cette plante a autrefois été considérée comme un remède contre les morsures de serpent, d'où son nom anglais rattlesnake weed.